# Iso Vehkajärvi (sjö i Alavo, Södra Österbotten)
Iso Vehkajärvi är en sjö i kommunen Alavo i landskapet Södra Österbotten i Finland. Sjön ligger 144 meter över havet. Den är 1,1 meter djup. Arean är 1,57 kvadratkilometer och strandlinjen är 9,31 kilometer lång. Sjön  ingår i Lappo å huvudavrinningsområde.   Den ligger omkring 51 kilometer sydöst om Seinäjoki och omkring 260 kilometer norr om Helsingfors. 